# Ongevlekte composietenboorvlieg
De ongevlekte composietenboorvlieg (Ensina sonchi) is een vliegensoort uit de familie van de boorvliegen (Tephritidae). De wetenschappelijke naam van de soort is gepubliceerd in 1767 door Linnaeus.